# Héros de Biélorussie
Héros de Biélorussie (Biélorusse: Герой Беларусi; Łacinka: Hieroj Biełarusi; Russe: Герой Беларуси, transcrit en caractères différents; Geroy Belarusi) est le titre le plus élevé pouvant être décerné à un citoyen de la Biélorussie. Institué par décret présidentiel en 1995, ce titre est attribué à ceux "qui accomplissent de grandes réalisations au nom de la Biélorussie". L'honneur peut être décerné pour des contributions sur le plan militaire, économique ou pour des services exceptionnels rendus à l'État et à la société. Le design fait de métal est similaire à son prédécesseur, Héros de l'Union soviétique. D'autres titres honorifiques s'apparentent au Héros de Biélorussie dont la décoration russe du Héros de la Russie et ukrainienne du Héros de l'Ukraine. Depuis sa création, ce titre a été attribué à 10 personnalités.

## Création
Ce titre fut créé par le Soviet suprême le 13 avril 1995, avec l'adoption de la Résolution N 3726-XII, intitulée "Système des Décorations d'État pour le République de la Biélorussie." En plus du titre de "Héros de Biélorussie", la résolution autorisait la création de médailles, d'ordres, et de titres par le gouvernement Biélorusse. La création du titre était un moyen de récompenser ceux qui avaient rendu d'immenses services à la Biélorussie, indépendamment du fait qu'il s'agissait de citoyens ou détrangers.

## Construction et motifs

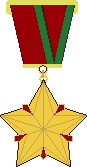
Médaille de 1996-1999

## Récipiendaires
- Uładzimir Karvat, premier récipiendaire 1996 (à titre posthume).